# Cezar Petrescu

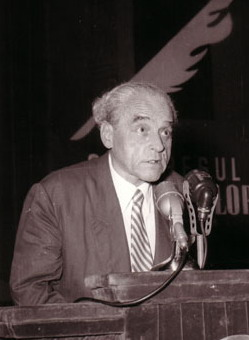
Cezar Petrescu

Cezar Petrescu (Hodora-Cotnari, 1º dicembre 1892 – Bucarest, 9 marzo 1961) è stato uno scrittore, giornalista e traduttore rumeno.

## Biografia
Nasce a Hodora-Cotnari, provincia di Iași, svolge i suoi studi a Roman e Iaşi, dove ottiene la maturità nel 1911. Nel 1915 si laurea in Giurisprudenza presso l'Università di Bucarest. Nel 1907 debutta con la novella Scrisori sulla rivista Sămǎnătorul. Nel 1918 si trasferisce a Bucarest dove inizia a collaborare con varie pubblicazioni: Adevărul, Dimineaţa, Bucovina, Ţară nouă. Nel 1919 dirige la rivista politica e sociale Hiena. Nel 1920 si trasferisce a Cluj dove lavorerà al giornale Voinţa. In questa città, nel 1921, fonderà assieme agli scrittori Gib I. Mihăescu e Adrian Maniu la rivista Gândirea. L'anno successivo arriverà il debutto in volume con la raccolta di novelle Scrisorile unui răzeș a cui seguiranno le antologie di racconti brevi Drumul cu plopi (1924), Omul din vis (1925), Omul care şi-a găsit umbra (1928), Aranca, ştima lacurilor (1929). Nel 1923 fa ritorno a Bucarest ed entra nella redazione del quotidiano Neamul românesc diretto da Nicolae Iorga. Nel 1928 fonda i giornali Cuvântul e Curentul. Nello stesso anno apparirà il primo romanzo Întunecare, in cui si tratta il tema della prima guerra mondiale e delle successive implicazioni sociali. Negli anni successivi Petrescu pubblicherà numerosi romanzi che lo consacreranno come uno degli scrittori romeni più amati dal grande pubblico dell'epoca, tra questi vanno ricordati Plecăt fără adresă (1932), Calea Victoriei (1930), Baletul mecanic (1931), Aurul negru (1934), Cheia visurilor (1935), Duminica orbului (1935), Carlton (1944). È autore di un'ampia biografia romanzata in tre volumi dedicata al poeta romeno Mihai Eminescu Luceafărul sau Romanul lui Eminescu (1935-37). Dopo la seconda guerra mondiale pubblica alcuni romanzi e cura l'intera raccolta delle sue novelle. Nel 1951 divine membro dell'Accademia di Romania. 

### Letteratura per l'infanzia
Cezar Petrescu è anche autore di alcuni tra i più noti libri per l'infanzia della letteratura romena: Pif - Paf - Puf (1930), Fram, ursul polar (1932), Omul de zăpadă (1945), Neghiniță (1949).

### L'opera di Cezar Petrescu nel cinema
Dalla produzione letteraria di Cezar Petrescu sono stati adattati i seguenti film:
- Nepoţii gornistului (1953), Dinu Negreanu (regia), Camil Petrescu (sceneggiatura).
- Răsare soarele (1954), Dinu Negreanu, Camil Petrescu (sceneggiatura).
- Calea Victoriei sau cheia visurilor (1966), Marius Teodorescu (regia e sceneggiatura), Beno Meirovici (sceneggiatura), adattamento del romanzo Calea Victoriei.
- Saltimbancii la Polul Nord(1981), Elisabeta Bostan (regia), Vasilica Istrate (sceneggiatura), adattamento del libro Fram, ursul polar.
- Un saltimbanc la Polul Nord (1982), Elisabeta Bostan (regia), Vasilica Istrate (sceneggiatura), adattamento del libro Fram, ursul polar.
- Întunecare(1983), Alexandru Tatos (regia), film ispirato all'omonimo romanzo.
- Fram, ursul polar (1983), Elisabeta Bostan (regia),film per la TV ispirato al libro Fram, ursul polar.
- Glissando (1985), Mircea Daneliuc (regia e sceneggiatura), adattamento del romanzo Omul din vis.

### Traduzioni
A partire dagli anni '50 Cezar Petrescu traduce da solo o in collaborazione con altri numerose opere, tra queste si possono ricordare: M. A. Šolochov, Pe Donul liniştit (1947-48), A. N. Tolstoj, Pâinea (1949), M. Gor'kij, Nuvele (1952), Vera Ibner, Povestiri despre copii, Balzac, Moş Goriot (1955), H. Sienkiewicz, Nuvele (1960). 

### Opere tradotte in italiano
- La Sinfonia fantastica, Venezia, La Nuova Italia, 1929 (trad. Agnesina Silvestri-Giorgi).
- L'uomo del sogno: novelle, Roma, Istituto per l'Europa Orientale, 1929 (trad. Gioacchino Miloia).
- La vera morte di Guynemer, Perugia, Nuovissima Edit., 1931. (trad. C. Ruberti e Lilio Cialdea).
- La capitale, Torino, UTET, 1935 (traduzione di Calea Victoriei a cura di Cesare Ruberti).
- L'ombra che scende, Roma, Edizioni La Capitale, 1946 (trad. di Întunecare a cura di Agnesina Silvestri-Giorgi).
- Balletto meccanico, Roma, Ed. La Capitale, 1946 (trad. Agnesina Silvestri-Giorgi).
- Fram, l'orso polare : romanzo per ragazzi, Torino, S.A.S., 1949 (trad. Agnesina Silvestri-Giorgi, ripubblicato nel 1966 dalle Edizioni Paoline).
- La vera morte di Guynemer, Bari, Edizioni Paoline, 1965 (trad. Cesare Ruberti).
- Aranca, il fantasma dei laghi, Bari, Edizioni Paoline, 1965 (trad. Cesare Ruberti).
- Il riso, Bari, Edizioni Paoline, 1965 (trad. Giocchino Miloia).